# شيروود براون
شيروود براون (2 أغسطس 1991 في الولايات المتحدة - ) (بالإنجليزية: Sherwood Brown)‏ هو لاعب كرة سلة أمريكي في مركز مدافع مسدد الهدف. لعب مع مين ريد كلوز.

## وصلات خارجية
- شيروود براون على موقع الدوري الأوروبي لكرة السلة (الإنجليزية)
- شيروود براون على موقع كرة السلة الأوروبية.كوم (الإنجليزية)
- شيروود براون على موقع كلية كرة السلة في سبورتس رفرنس.كوم (الإنجليزية)
- شيروود براون على موقع ريلجم (الإنجليزية)
- شيروود براون على موقع بروبوليرز (الإنجليزية)
- شيروود براون على موقع سبورتس رفرنس (الإنجليزية)